# بيلايا
بيلايا (Πυλαία) هي بلدية سابقة في محافظة سالونيك في اليونان. أصبحت بيلايا جزءًا من بلدية بيلاتا خورتياتيس الجديدة في إصلاح الحكومة المحلية لعام 2011. لكن حدودها القديمة موجودة كوحدة داخل البلدية.
تغطي بيلايا مساحة 24.379 كيلومتر مربع مع 4.5 كيلومتر من الخط الساحلي الممتد على طول شواطئ الخليج الثيرمى وبلغ عدد سكانها 34,625 نسمة في تعداد 2011. بيلايا قليلة السكان نسبيًا بالنسبة لوحدة بلدية داخل منطقة سالونيك الحضرية.
تم العثور على أول إشارة للبلدة في كتابات ثوقيديدس في عام 319 قبل الميلاد تحت اسم ستريبسا. عُرفت فيما بعد باسم كابوتزيدا، من الكلمة التركية كابيتشي ("حارس البوابة")، وهي مشتقة من الحراس الذين يراقبون أسوار مدينة سالونيك البيزنطية. دخل الاسم الحالي حيز الاستخدام في عام 1927، وهو مشتق من كلمة بيلي (πύλη)، والتي تعني البوابة ويشير إلى المدخل الشرقي للمدينة.